# Seven Lives Many Faces
Seven Lives Many Faces is het zevende studioalbum van het Duitse muziekproject Enigma. Het album werd op 19 september 2008 uitgebracht en telt 12 nummers.

## Beschrijving
Het album bereikte de eerste plek in de Amerikaanse Top New Age Albums-lijst. In Nederland kwam het op de 22e plek in de Album Top 100.
Seven Lives Many Faces kwam ook uit in dvd-formaat met 5.1 surround sound.

## Nummers
Het album bevat de volgende nummers:
| 1.                 | Encounters                  | 3:12 |
| 2.                 | Seven Lives                 | 4:25 |
| 3.                 | Touchness                   | 3:35 |
| 4.                 | The Same Parents            | 5:19 |
| 5.                 | Fata Morgana                | 3:23 |
| 6.                 | Hell's Heaven               | 3:51 |
| 7.                 | La Puerta del Cielo         | 3:28 |
| 8.                 | Distorted Love              | 4:11 |
| 9.                 | Je t'aime Till My Dying Day | 4:18 |
| 10.                | Déjà Vu                     | 2:56 |
| 11.                | Between Generations         | 4:31 |
| 12.                | The Language of Sound       | 4:20 |
| Totale duur: 50:01 |                             |      |

### Bonus-cd
| 1.                 | Superficial           | 2:58 |
| 2.                 | We Are Nature         | 3:51 |
| 3.                 | Downtown Silence      | 2:08 |
| 4.                 | Sunrise               | 2:38 |
| 5.                 | The Language of Sound | 3:56 |
| Totale duur: 15:31 |                       |      |

## Medewerkers
- Michael Cretu – muziek, productie, zang
- Andru Donalds - zang
- Nanuk - zang
- Nikita C. - zang
- Sebastian C. - zang
- Margarita Roig - zang
- Ruth-Ann Boyle - zang